# كلاريل

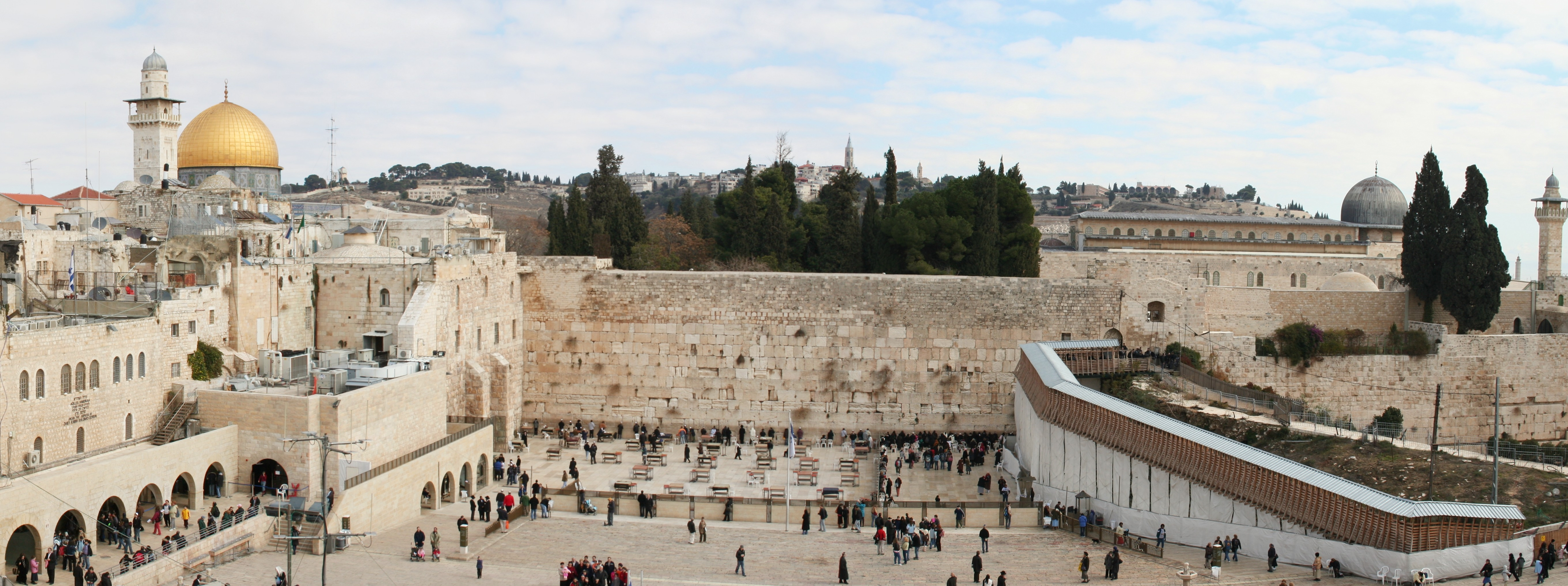

كلاريل: قصيدة ورحلة حج في الأرض المقدسة (1876)، هي عبارة عن قصيدة ملحمية ألفها الكاتب الأمريكي هيرمان ميلفيل، نُشرت في الأصل ضمن مجلدين. تمثل هذه القصيدة قصة شعرية عن شاب أمريكي يُدعى كلاريل يذهب في رحلة إلى الأرض المقدسة برفقة مجموعة من الأصدقاء الذين يستجوبون بعضهم البعض أثناء عبورهم المواقع التوراتية. يستخدم ميلفيل هذا الموقف لاستكشاف المعضلة الروحية الخاصة به، وعدم قدرته على قبول أو رفض العقيدة المسيحية الموروثة في مواجهة تحدي داروين، ولتمثيل الأزمة اللاهوتية العامة في العصر الفيكتوري.
تُعد قصيدة الفضاء: الأوديسة في القافية من القرن الحادي والعشرين، القصيدة الوحيدة التي تجاوزت كلاريل في الحجم فقط، بينما تُعد كلاريل ثاني أطول قصيدة في الأدب الأمريكي، إذ تصل إلى ما يُقارب 18000 سطر (أطول حتى من الكلاسيكيات الأوروبية مثل الإلياذة والإنيادة والفردوس المفقود). تتميز كلاريل إلى جانب طولها الكبير بأنها العمل الرئيسي لسنوات ميلفيل اللاحقة. احتار النقاد في ذلك الوقت بسبب أسلوب هيرمان الذي يتميز بكونه مقتضبًا وفلسفيًا بدلًا من الأسلوب الغنائي والشاعري في نثره المعروف. اكتسب ميلفيل شهرة تدريجية كواحد من أعظم شعراء أمريكا في القرن التاسع عشر، وأصبحت كلاريل مشهورة إلى جانب خيال الكاتب باعتبارها أحد أعماله العظيمة.

## الحبكة

### الجزء الأول: القدس
يسافر كلاريل وهو طالب في اللاهوت بدأ إيمانه يتزعزع وهو في مقتبل العمر، إلى القدس بهدف تجديد إيمانه من خلال مواقع ومشاهد الكهنوت الفاني ليسوع المسيح. يقيم كلاريل في نزل يديره عبدون، اليهودي الأسود وهو تمثيل حي للقدس. يندهش كلاريل في البداية من التنوع الديني في القدس إذ يرى اليهود والبروتستانت والكاثوليك والمسلمين والهندوس والبوذيين، يسيرون في شوارعها معترفين بإيمانهم المشترك في الألوهية. يشعر كلاريل أيضًا بوجود صلة قرابة مع شاب إيطالي كاثوليكي يُدعى سيليو، يراه يسير على مسافة منه إلا أنه لا يأخذ المبادرة لتحيته. يموت سيليو بعد ذلك بوقت قصير، فيشعر كلاريل أن وفاته ربما تكون فرصة لاستعادة إيمانه.
يجتمع كلاريل مع نحميا بينما كان يسير في شوارع القدس. نحميا هو مسيحي يوزع منشورات التبشير للحجاج والسياح. يصبح نحميا دليل كلاريل ويعرفه على مواقع القدس. يلاحظ كلاريل عند حائط المبكى يهوديًا أمريكيًا مع ابنته ويعلم لاحقًا أنهما آغار وروث. يقدم نحميا كلاريل إلى روث في وقت لاحق، فيقع كلاريل بحبها، إلا أن العادات اليهودية والحاخام الغيور يبقيان كلاريل وروث بعيدًا عن بعضهما، ولذلك يستمر الطالب في مشاهدة معالم المدينة مع نحميا.
يجتمع كلاريل مع فاين ورولف وهما شخصان متضادان في جثسيماني، إذ أن رولف مشكك ديني من البروتستانت يكتب تاريخ القدس ويشكك في مطالبة المسيح باللاهوت، أما فاين فهو رجل هادئ يقود كلاريل نحو الأمل في الإيمان على الأقل في البداية. يرغب روث بمرافقة فاين ورولف عندما يقرران الذهاب في جولة إلى مواقع مهمة من الأرض المقدسة مثل البرية حيث بشر فيها يوحنا المعمدان ودير مار سابا وبيت لحم، إلا أنه يتردد في ذلك كي لا يفارق روث.
يموت والد روث عند هذا المنعطف الحرج من الأحداث. تحظر العادات اليهودية وجود كلاريل، لذلك يقرر الطالب القيام بالرحلة واثقًا من رؤيته لحبيبته عند عودته إلى القدس. يرى كلاريل في الليلة التي تسبق رحيله إفريزًا يصور مشهد وفاة عروس شابة، مما يجعله يتوقف متوجسًا لبرهة، إلا أنه سرعان ما ينفي شكوكه وينطلق في حجه.